# Atlanta (film)
Atlanta è un film del 2007 diretto da Harold Ramis.